# Тарасов, Григорий Иванович
Григо́рий Ива́нович Тара́сов (1913—1993) — советский офицер, гвардии подполковник, участник Великой Отечественной войны.

## Служба
Принимал участие в форсировании реки Одер советскими войсками в 1945 году, командир батальона 25-го гвардейского стрелкового полка в составе 6-й гвардейской стрелковой дивизии, 13-й армии, 1-го Украинского фронта.
10 апреля 1945 года Указом Президиума Верховного Совета СССР за проявленный героизм при форсировании реки Одер Тарасову Григорию Ивановичу было присвоено звание Героя Советского Союза.
Награждён многими государственными наградами: в том числе орденом Ленина, двумя орденами Красного Знамени, орденом Александра Невского, двумя орденами Отечественной войны I степени, двумя орденами Красной Звезды.